# Exocentrus nobuoi
Exocentrus nobuoi là một loài bọ cánh cứng trong họ Cerambycidae.